# Attack i sol
Attack i sol (engelska: A Walk in the Sun) är en amerikansk krigsfilm från 1945 i regi av Lewis Milestone.
Filmen bygger på Harry Browns roman med samma namn.

## Handling
Attack i sol skildrar en amerikansk infanteriplutons öden när den landstiger i Italien och rycker fram inåt landet.

## Rollista i urval
- Dana Andrews - sergeant Tune
- Richard Conte - Rivera
- John Ireland - Windy
- George Tyne - Friedman
- Lloyd Bridges - sergeant Ward
- Sterling Holloway - McWilliams
- Herbert Rudley - sergeant Porter
- Norman Lloyd - Archimbeau
- Steve Brodie - Judson
- Huntz Hall - Carraway
- James Cardwell - sergeant Hoskins
- Burgess Meredith - berättaren